# Валони (Кјети)
Валони је насеље у Италији у округу Кјети, региону Абруцо.
Према процени из 2011. у насељу је живело 123 становника. Насеље се налази на надморској висини од 300 м.